# 1405 Sibelius
1405 Sibelius è un asteroide della fascia principale del diametro medio di circa 12,18 km. Scoperto nel 1936, presenta un'orbita caratterizzata da un semiasse maggiore pari a 2,2513383 UA e da un'eccentricità di 0,1458447, inclinata di 7,03665° rispetto all'eclittica.
L'asteroide è dedicato al musicista finlandese Jean Sibelius.